# 이 구역의 미친 X
《이 구역의 미친 X》는 카카오 TV 드라마이다.

## 제작진
- 극본 : 아경
- 연출 : 이태곤

## 등장인물
- 정우 : 노휘오 역
- 오연서 : 이민경 역
- 백지원 : 김인자 역
- 길해연
- 김남희 : 이선호 역
- 이혜은 : 최선영 역
- 이연두 : 이주리 역
- 안우연 : 이상엽 역
- 이수현 : 이수현 역
- 정시율 : 태준 역
- 김소민 : 서준 역
- 정윤하 : 이선호의 아내 역